# Bence Nádas
Bence Nádas (Budapeste, 17 de abril de 1996) é um canoísta húngaro.

## Carreira
Nádas comemorou seu primeiro sucesso internacional no Mundial de 2014, em Moscou, quando se sagrou imediatamente campeão mundial no revezamento 4 x 200 metros em caiaque único. Em 2016, ele também se sagrou campeão europeu no caiaque de quatro pessoas nos 500 metros em Moscou, enquanto conquistou o terceiro lugar no caiaque individual na mesma distância. Juntamente com Sándor Tótka, Nádas conquistou a medalha de prata no caiaque de dois homens nos 500 metros no Campeonato Mundial em Račice u Štětí em 2017 e a medalha de ouro no Campeonato Europeu em Plovdiv. Ele também se tornou campeão europeu no caiaque para quatro pessoas no percurso de 500 metros. No ano seguinte conquistou o terceiro lugar na canoagem individual acima dos 500 metros no Campeonato do Mundo de Montemor-o-Velho.
Em 2022, Nádas sagrou-se campeão mundial com Bálint Kopasz no caiaque para duas pessoas nos 500 metros em Dartmouth e pouco depois também campeão europeu em Munique. No Campeonato Mundial de 2023 em Duisburg, Nádas ficou em segundo lugar tanto no caiaque para duas pessoas com Bálint Kopasz quanto no caiaque para quatro pessoas na distância de 500 metros. Com Sándor Tótka, Nádas sagrou-se pela terceira vez campeão europeu em Szeged no caiaque para duas pessoas no percurso de 500 metros em 2024.
Nos Jogos Olímpicos de Verão de 2024, em Paris, conquistou a medalha de prata na competição do K-2 500 m masculino, ao lado de Sándor Tótka, com o tempo de 1:27.15.